# المزرعة (ولاية تبسة)
تقع غرب دائرة الشريعة
تعتبر أحد بلديات الهضاب العليا أرضيتها شبه معتدلة ذات ارتفاع يقدر بحوالي 1100 م فوق مستوى سطح البحر مناخها قاري
و تتميز بعدم الاعتدال في نسبة التهاطلات وكذا درجات الحرارة.
عدد سكانها يقدر ب12000
عدد الناخبين5000.